# Close-Up (marca)

Close-Up é uma marca pertencente à multinacional Unilever referente a uma linha de produtos de higiene bucal. O gel dental (ou pasta de dente) desta linha foi o primeiro a ser lançado no mercado norte-americano. Foi lançado no Brasil em 1972. [carece de fontes?]
Na década de 60 foi o primeiro gel dental dos EUA, e no Brasil Close Up chegou pouco tempo depois, em 1971, construindo uma identidade própria, inovadora e que fala com o público jovem através de suas campanhas ousadas e produtos diferenciados.

## Produtos

### Diamond Attraction
Linha Close Up Diamond Attraction